# Jefferson (Oregon)
Jefferson – miasto w Stanach Zjednoczonych, w stanie Oregon, w hrabstwie Marion.